# 川口分店
合名会社川口分店（かわぐちぶんてん）は、長崎県五島市にかつて存在した企業。室町時代の1470年（文明2年）に創業したとされる、九州最古の企業であった。

## 概要
応仁の乱の最中の1470年（文明2年）に創業。当初は塩田を経営していたが、その後は時代とともに、酒造業、味噌醸造業などに業態を変えながら事業を続けてきた。
1940年に合名会社を設立し、近年はスーパーマーケット「まるかわストアー」を経営していた。しかし、大型店やドラッグストアの進出のため売上が減少し、2011年4月末に閉店。2011年8月25日に破産が決定した。東京商工リサーチによれば、負債総額は約1億2,000円。